# Supercoppa italiana 2013 (pallavolo maschile)
La Supercoppa italiana di pallavolo maschile 2013 si è svolta il 9 ottobre 2013: al torneo hanno partecipato due squadre di club italiane e la vittoria finale è andata per la seconda volta alla Trentino Volley.

## Regolamento
Le squadre hanno disputato una gara unica.

## Squadre partecipanti
| Squadra  | Qualificazione                                   | Ultima partecipazione    |
| -------- | ------------------------------------------------ | ------------------------ |
| Lube     | Finalista Coppa Italia 2012-13                   | Supercoppa italiana 2012 |
| Trentino | Vincitrice Serie A1 2012-13/Coppa Italia 2012-13 | Supercoppa italiana 2012 |

## Torneo
| 9 ottobre 2013 PalaTrento, Trento Durata: 1h:23 - Spettatori: 2 404 | Trentino | 3 - 0 | Lube | 25-23, 25-23, 25-21 |